# Hardy–Weinberg-törvény

Hardy–Weinberg arányok két allél esetében: a vízszintes tengely a két p és q allél frekvenciát, a függőleges tengely pedig a várható genotípus frekvenciákat mutatja. Mindegyik sor a három lehetséges genotípus egyikét jeleníti meg

A Hardy–Weinberg-törvény a populációgenetika egyik törvénye. A természetes populációk génállományát  sokféle tényező alakítja és befolyásolja: mutáció, szelekció, génáramlás, ki- és bevándorlás, genetikai sodródás. A törvény kimondja, hogy egy populáción belül nemzedékről nemzedékre a relatív allélgyakoriság és genotípus-gyakoriság evolúciós hatás híján változatlan marad. Más megfogalmazásban a szexuális reprodukció önmagában nem változtatja meg az allél- és genotípus-gyakoriságot. A Hardy-Weinberg-törvényt szokás elvnek, szabálynak, modellnek vagy tételnek is nevezni. A törvényt 1908-ban írta le egymástól függetlenül Godfrey Harold Hardy angol matematikus és Wilhelm Weinberg német orvos.

## Feltételei
A Hardy-Weinberg-törvény alapvetően egy  ideális, szexuálisan szaporodó, nem átfedő generációkkal rendelkező populációra érvényes, azonban a gyakorlatban bizonyos körülmények között reális populációk allél- és genotípus-gyakoriságait is közelíthetjük vele. Mivel szexuális populációra alkalmazható, ezért diploid, vagy magasabb ploidiájú egyedekre vonatkozik. A törvény akkor érvényes, ha az alábbi feltételek teljesülnek (ideális populáció):
- a populáció végtelen nagy
- nincs mutáció
- nincs migráció
- nincs szelekció
- pánmixis van (az egyedek véletlenszerűen állnak párba)

A természetben ezek a feltételek gyakran nem teljesülnek, amik olyan hatásokat eredményeznek, melyek megváltoztatják az allélgyakoriságokat generációról generációra. A populációk véges méretűek, ami genetikai sodródáshoz (drift) vezet, a mutációk fenntartják és létrehozzák az új variánsokat, a migráció génáramláshoz vezet, a szelekció növeli, illetve csökkenti az allélgyakoriságokat, ahogyan a preferenciális párválasztás is. A törvény premisszái tehát szükségszerűen (populáció mérete) és esetlegesen (mutáció, migráció, szelekció, preferenciális párválasztás) sérülnek.

## A törvény elméletben
A Hardy-Weinberg-egyensúlyt legegyszerűbb esetben egy lókusz két alléljára lehet kiszámolni, legyenek ezek az allélok {\displaystyle A_{1}} és {\displaystyle A_{2}}, gyakoriságuk pedig rendre {\displaystyle p} és {\displaystyle q}. Az öröklésmenet az egyensúly szempontjából lényegtelen. Két allél esetén három különböző genotípus jöhet létre: {\displaystyle A_{1}A_{1}}, {\displaystyle A_{1}A_{2}} és {\displaystyle A_{2}A_{2}}, tehát két homozigóta és egy heterozigóta. A genotípusok gyakorisága rendre {\displaystyle f(A_{1}A_{1})}, {\displaystyle f(A_{1}A_{2})} és {\displaystyle f(A_{2}A_{2})} Az egyensúlyra vonatkozó első egyenlet azt fejezi ki, hogy a két allélfrekvencia összege egy: {\displaystyle p+q=1}.
A pánmixist feltételezve felírható a teljes populációra vonatkozó Punnett-táblázat:
|                          |                          | Nőstények                         | Nőstények                         |
| ------------------------ | ------------------------ | --------------------------------- | --------------------------------- |
| {\displaystyle A_{1}(p)} | {\displaystyle A_{2}(q)} |                                   |                                   |
| Hímek                    | {\displaystyle A_{1}(p)} | {\displaystyle A_{1}A_{1}(p^{2})} | {\displaystyle A_{1}A_{2}(pq)}    |
| Hímek                    | {\displaystyle A_{2}(q)} | {\displaystyle A_{1}A_{2}(pq)}    | {\displaystyle A_{2}A_{2}(q^{2})} |

A Punnett-táblázat és az allélfrekvenciákra vonatkozó egyenlet alapján felírható, az egyensúly egyenlete: {\displaystyle (p+q)^{2}=1}. A binomiális tétel alapján kifejezhető, hogy:
{\displaystyle p^{2}+2pq+q^{2}=1}
A törvény alapján tehát a genotípus-gyakoriságok megfeleltethetőek a számolt gyakoriságoknak:
{\displaystyle f(A_{1}A_{1})}{\displaystyle =p^{2}}
{\displaystyle f(A_{1}A_{2})}{\displaystyle =2pq}
{\displaystyle f(A_{2}A_{2})}{\displaystyle =q^{2}}
Mivel az allégyakoriságok és ezáltal a genotípus-gyakoriságok generációról generációra nem változnak ({\displaystyle \Delta p=0}), ezen szabályt szokták Hardy-Weinberg tehetetlenségi törvények is nevezni, Newton I. törvénye analógiájára. Hiszen ha reális populációkra ható "erők" nem lépnek fel, az allélgyakoriságok nem változnak, egyensúlyban maradnak.

## A törvény általánosítása

### Általánosítás kettőnél több allélra
A természetben igen gyakori, hogy egy lókuszhoz kettőnél több allél tartozik. Jó példa erre a vércsoport-antigének, ahol három allél lehetséges az adott lókuszon (IA, IB és i). Például három allél esetén (gyakoriságuk legyen {\displaystyle p}, {\displaystyle q} és {\displaystyle r})  az {\displaystyle p+q+r=1} egyenlet trinomiális alakja adja meg a lehetséges genotípusok frekvenciáját:
{\displaystyle (p+q+r)^{2}=1}
{\displaystyle p^{2}+q^{2}+r^{2}+2pq+2pr+2qr=1}
Tovább általánosítva felírható {\displaystyle A_{1},...,A_{n}} allél, melyek gyakorisága {\displaystyle p_{1},...,p_{n}}, ekkor:
{\displaystyle \sum _{i=1}^{n}p_{i}=1}
{\displaystyle (p_{1}+...+p_{n})^{2}=1}
Minden homozigótára az alábbi adható meg:
{\displaystyle f(A_{i}A_{i})=p_{i}^{2}}
Minden heterozigótára az alábbi adható meg:
{\displaystyle f(A_{i}A_{j})=2p_{i}p_{j}}

### Általánosítás poliploidiára
A ploidia egy adott sejt (organizmus) homológ kromoszómáinak számát jelenti. Poliploidia esetén kettőnél (azaz diploid) nagyobb ez a szám (például négy esetén tetraploidia). A Hardy-Weinberg-törvény is kiterjeszthető poliploidiára. Egy "c-ploid" élőlénye esetén, ahol két allél van, felírható, hogy
{\displaystyle (p+q)^{c}=1} , ahol "{\displaystyle c}" a ploidiaszám
Például c=4 (tetraploidia) esetén (a szokásos jelölésekkel):
| Genotípus                            | Gyakoriság                  |
| ------------------------------------ | --------------------------- |
| {\displaystyle A_{1}A_{1}A_{1}A_{1}} | {\displaystyle p^{4}}       |
| {\displaystyle A_{1}A_{1}A_{1}A_{2}} | {\displaystyle 4p^{3}q}     |
| {\displaystyle A_{1}A_{1}A_{2}A_{2}} | {\displaystyle 6p^{2}q^{2}} |
| {\displaystyle A_{1}A_{2}A_{2}A_{2}} | {\displaystyle 4pq^{3}}     |
| {\displaystyle A_{2}A_{2}A_{2}A_{2}} | {\displaystyle q^{4}}       |

### Teljes általánosítás
A Hardy-Weinberg törvény teljes általánosítása "n" különböző allélra nézve, "c" ploidiaszám esetén a polinomiális tétel segítségével adható meg.
{\displaystyle (p_{1}\ +...+\ p_{n})^{c}=\sum _{k_{1},...,k_{n}\,\in \mathbb {N} :k_{1}+...+k_{n}=c}{\binom {c}{k_{1},...,k_{n}}}p_{1}^{k_{1}}\cdot \cdot \cdot p_{n}^{k_{n}}}

## A törvény a gyakorlatban
A Hardy-Weinberg-törvény kritériumai sosem teljesülhetnek a valóságban -reális populációk- esetén, azonban mégis elengedhetetlen a populációgenetikában, hiszen további modellek épülnek azon esetekre, mikor az ideális populáció tulajdonságai sérülnek, azaz evolúció történik. Továbbá a gyakorlatban is közelíthető egy genotípus becsült gyakorisága a törvény segítségével. Ennek egyik legfontosabb feltétele az, hogy az adott populáció kellően nagy legyen, ekkor ugyanis kis mértékű lesz a genetikai sodródás. Ez azt jelenti, hogy kisebb valószínűséggel vész el vagy fixálódik az adott génváltozat. A mutációk bármikor létrejöhetnek tehát nem lehet őket figyelmen kívül hagyni, ez természetesen nem csak új variánsok keletkezését jelenti, hanem két allél esetén az egyik illetve másik génváltozat a oda- és vissza mutálódását. A szelekció állandó környezetben alapesetben egyirányú folyamatot (allélfrekvencia növekedését vagy csökkenését jelenti), viszont fontos megjegyezni, hogy léteznek ún. közel neutrális variánsok, melyek szelekciós koefficiense ugyan nem nulla, viszont olyan kicsi, hogy a szelekció nem érvényesül (helyette a sodródás határozza meg a gyakoriságot). Az emberi populáció(k)ra például sokszor alkalmazható a törvény, mivel a feltételek csak kevéssé sérülnek. Erre jó példák lehetnek olyan monogénes betegségek gyakorisága mint a fenilketonúria vagy a Huntington-kór egy adott országban.

## Lásd még
- Populációgenetika
- A Hardy–Weinberg-törvény használata
- Kulcsfogalmak a Hardy–Weinberg-törvényhez kapcsolódóan